# Le Latet
Le Latet là một xã trong vùng hành chính Franche-Comté, thuộc tỉnh Jura, quận Lons-le-Saunier, tổng Champagnole. Tọa độ địa lý của xã là 46° 48' vĩ độ bắc, 05° 56' kinh độ đông. Le Latet nằm trên độ cao trung bình là 595 mét trên mực nước biển, có điểm thấp nhất là 586 mét và điểm cao nhất là 800 mét. Xã có diện tích 4.02 km², dân số vào thời điểm 2005 là 76 người; mật độ dân số là 19 người/km².

## Thông tin nhân khẩu
| 1962 | 1968 | 1975 | 1982 | 1990 | 1999 |
| ---- | ---- | ---- | ---- | ---- | ---- |
| 66   | 73   | 64   | 71   | 73   | 63   |